# Hubej
Hubej (湖北; pinjin: Hubei) je celinska provinca Ljudske republike Kitajske, ki zavzema del srednjega porečja reke Jangce. Njeno ime v dobesednem prevodu pomeni »severno od jezera«, kar se nanaša na položaj glede na jezero Dongting. Glavno mesto je Vuhan, ki stoji ob sotočju rek Han in Jangce, približno 950 km od izliva slednje v morje.
Površina znaša 185.900 km². Na zahodu province se dvigajo višavja z nadmorsko višino nad 1800 m na vzhodnih obronkih gorovij Daba ter Fangdov, proti vzhodu pa se površje naglo spusti do vlažnih planjav kvečjemu 60 m nad morsko gladino, po katerih se vije reka Jangce in ki so posejana s številnimi jezeri. Jangce so v t. i. regiji Treh sotesk v Hubeju zajezili z orjaškim jezom Treh sotesk za pridobivanje električne energije, zato je poplavljeno tudi območje sotesk gorvodno.
Velika večina prebivalcev pripada ljudstvu Han in govori skoraj čisto mandarinščino. Gospodarstvo province temelji zlasti na pridelavi riža in repne ogrščice, zaradi česar so skoraj v celoti izsekali nižinske gozdove v vsej provinci. Glavno mesto Vuhan je po drugi strani pomembno kot transportno središče in sedež težke industrije (predelava železa in jekla, proizvodnja avtomobilov ipd.). Poleg Vuhana so pomembnejša mesta še Šaši, Huangši, Jičang in Šjangjang, večina prebivalcev pa živi v podeželskih naseljih.